# Écoprovince
L'écoprovince correspond à une zone de répartition biogéographique plus large qu'une écorégion et plus petite qu'une écozone.
L'agence européenne pour l'environnement utilise pour désigner une écoprovince la terminologie de région biogéographique et en a répertorié 11 :
- La région arctique
- La région boréale
- La région atlantique
- La région continentale
- La région alpine (plus généralement de montagne)
- La région pannonienne
- La région méditerranéenne
- La région macaronésienne (archipels atlantiques des Açores et de Madère, et des Canaries)
- La région steppique
- La région des littoraux de la mer Noire
- La région anatolienne